# 獸娘道☆Girlish Square
《獸娘道☆Girlish Square》是Whirlpool在2021年10月29日發售的戀愛冒險類型成人遊戲，2022年8月13日發售中英文版，2024年4月25日發售PlayStation 4、任天堂Switch版。後來陸續發售Fan disc《獸娘道☆Girlish Square LOVE+PLUS》、《獸娘道☆Girlish Square 2》。

## 故事
中森大河是地下偶像團體「獸娘道☆GirlishSquar」的粉絲，在某天的回家路途上無意發現該團體的成員皇羽琉、二谷天寅、兔月白雪、森野球美是來自異世界的魔法少女。為了協助她們拯救異世界，大河便成為獸娘道的經紀人開始展開與她們的甜蜜生活。

## 角色
中森大河
本作的男主角。獸娘道的經紀人。
皇羽琉
獸娘道的團長。
二谷天寅
獸娘道的成員。
兔月白雪（聲優：猫村ゆき）
獸娘道的成員。
森野球美（聲優：飴川紫乃）
獸娘道的成員。

## 外部連結
- 官方網站（日語）
- PS4/NS版官方網站 （页面存档备份，存于）（日語）
- 獸娘道☆Girlish Square LOVE+PLUS官方網站（日語）
- 獸娘道☆Girlish Square 2官方網站（日語）